# Teratocephalus brevicaudatus
Teratocephalus brevicaudatus är en rundmaskart som beskrevs av Stekhoven 1951. Teratocephalus brevicaudatus ingår i släktet Teratocephalus och familjen Teratocephalidae. Inga underarter finns listade i Catalogue of Life.